# José Pascual Viciano
José Pascual Viciano (?- Castelló de la Plana, 29 d'agost de 1936) fou un polític castellonenc. Membre del Partit Conservador, el 1910 fou vicepresident de la Junta Social de Defensa Catòlica i durant la Dictadura de Primo de Rivera fou membre del consistori municipal de Castelló de la Plana i president del Sindicat de Recs, alhora que líder destacat de la Unión Patriótica. Ocupà l'alcaldia de Castelló de forma oficial des del desembre de 1929 fins a febrer de 1930, tot i que era l'alcalde provisional des de juliol. En esclatar la Guerra Civil espanyola fou detingut per milicians del Front Popular. El 29 d'agost de 1936 fou afusellat amb 55 presoners més al port de Castelló, entre ells Francisco Javier Bosch Marín i Manuel Breva Perales.